# Căsătorie între persoane de același sex

     Căsătorie între persoane de același sex
Căsătoria între persoane de același sex (cunoscută și sub numele de căsătorie gay sau căsătorie homosexuală) este căsătoria între două persoane care sunt de același sex legal sau biologic. Primele legi care au permis căsătoria între persoane de același sex au fost adoptate încă de la sfârșitul secolului al XX-lea. În 2024, 37 de țări permiteau cuplurilor de același sex să se căsătorească:
- Africa de Sud
- Andorra
- Argentina
- Australia
- Austria
- Belgia
- Brazilia
- Canada
- Chile
- Columbia
- Costa Rica
- Cuba
- Danemarca
- Ecuador
- Elveția
- Estonia
- Finlanda
- Franța
- Germania
- Grecia
- Irlanda
- Islanda
- Liechtenstein
- Luxemburg
- Malta
- Mexic
- Norvegia
- Noua Zeelandă
- Portugalia
- Regatul Unit
- Slovenia
- Spania
- Statele Unite ale Americii
- Suedia
- Taiwan
- Țările de Jos
- Thailanda
- Uruguay

Studii efectuate în mai multe țări indică faptul că sprijinul pentru recunoașterea legală a căsătoriei dintre persoane de același sex crește împreună cu nivelul de educație, iar acest sprijin este mai puternic în rândul tinerilor. Totodată, sondajele arată că susținerea față de o asemenea lege este în creștere.

## Studii

### Opinie publică
| Țară                       | Sursă                                                                           | An   | Pentru | Împotrivă | Neutru |
| -------------------------- | ------------------------------------------------------------------------------- | ---- | ------ | --------- | ------ |
| Africa de Sud              | ILGA Arhivat în 10 mai 2017, la Wayback Machine.                                | 2016 | 40%    | 34%       | 26%    |
| Algeria                    | ILGA Arhivat în 4 ianuarie 2017, la Wayback Machine.                            | 2015 | 28%    | 39%       | 33%    |
| Arabia Saudită             | ILGA Arhivat în 4 ianuarie 2017, la Wayback Machine.                            | 2015 | 26%    | 46%       | 29%    |
| Argentina                  | ILGA Arhivat în 10 mai 2017, la Wayback Machine.                                | 2016 | 57%    | 25%       | 18%    |
| Armenia                    | Pew Research Center                                                             | 2017 | 3%     | 96%       | 1%     |
| Australia                  | Essential Research                                                              | 2017 | 63%    | 25%       | 12%    |
| Austria                    | Eurobarometru Arhivat în 22 ianuarie 2016, la Wayback Machine.                  | 2015 | 62%    | 32%       | 6%     |
| Bahamas                    | LAPOP                                                                           | 2014 | 10,6%  | N/A       | N/A    |
| Belarus                    | Pew Research Center                                                             | 2017 | 16%    | 81%       | 3%     |
| Belgia                     | Eurobarometru Arhivat în 22 ianuarie 2016, la Wayback Machine.                  | 2015 | 77%    | 20%       | 3%     |
| Belize                     | LAPOP                                                                           | 2014 | 8,4%   | N/A       | N/A    |
| Bolivia                    | ILGA Arhivat în 10 mai 2017, la Wayback Machine.                                | 2016 | 28%    | 42%       | 30%    |
| Bosnia și Herțegovina      | Pew Research Center                                                             | 2017 | 13%    | 84%       | 4%     |
| Brazilia                   | Pew Research Center Arhivat în 20 octombrie 2016, la Wayback Machine.           | 2015 | 45%    | 48%       | 7%     |
| Bulgaria                   | Pew Research Center                                                             | 2017 | 18%    | 79%       | 3%     |
| Canada                     | Forum                                                                           | 2015 | 70%    | 22%       | 8%     |
| Cehia                      | Pew Research Center                                                             | 2017 | 65%    | 29%       | 6%     |
| Chile                      | Cadem Arhivat în 1 septembrie 2017, la Wayback Machine.                         | 2017 | 64%    | N/A       | N/A    |
| China                      | ILGA Arhivat în 4 ianuarie 2017, la Wayback Machine.                            | 2015 | 38%    | 34%       | 27%    |
| Cipru                      | Eurobarometru Arhivat în 22 ianuarie 2016, la Wayback Machine.                  | 2015 | 37%    | 56%       | 7%     |
| Columbia                   | ILGA Arhivat în 10 mai 2017, la Wayback Machine.                                | 2016 | 35%    | 45%       | 19%    |
| Coreea de Sud              | Gallup                                                                          | 2017 | 34%    | 58%       | 8%     |
| Costa Rica                 | ILGA Arhivat în 10 mai 2017, la Wayback Machine.                                | 2016 | 33%    | 40%       | 26%    |
| Croația                    | Eurobarometru Arhivat în 22 ianuarie 2016, la Wayback Machine.                  | 2015 | 37%    | 54%       | 9%     |
| Danemarca                  | Eurobarometru Arhivat în 22 ianuarie 2016, la Wayback Machine.                  | 2015 | 87%    | 9%        | 4%     |
| Ecuador                    | ILGA Arhivat în 10 mai 2017, la Wayback Machine.                                | 2016 | 27%    | 49%       | 24%    |
| Egipt                      | ILGA Arhivat în 4 ianuarie 2017, la Wayback Machine.                            | 2015 | 28%    | 41%       | 31%    |
| El Salvador                | LAPOP                                                                           | 2014 | 13,9%  | N/A       | N/A    |
| Elveția                    | Pink Cross                                                                      | 2016 | 69%    | 25%       | 6%     |
| Emiratele Arabe Unite      | ILGA Arhivat în 4 ianuarie 2017, la Wayback Machine.                            | 2015 | 24%    | 55%       | 20%    |
| Estonia                    | Centrul pentru Drepturile Omului                                                | 2017 | 39%    | 52%       | 9%     |
| Filipine                   | ILGA Arhivat în 4 ianuarie 2017, la Wayback Machine.                            | 2015 | 28%    | 49%       | 23%    |
| Finlanda                   | Eurobarometru Arhivat în 22 ianuarie 2016, la Wayback Machine.                  | 2015 | 66%    | 28%       | 6%     |
| Franța                     | Eurobarometru Arhivat în 22 ianuarie 2016, la Wayback Machine.                  | 2015 | 71%    | 24%       | 5%     |
| Georgia                    | Pew Research Center                                                             | 2017 | 3%     | 95%       | 2%     |
| Germania                   | Agenția Federală Anti-Discriminare Arhivat în 3 iunie 2017, la Wayback Machine. | 2017 | 83%    | N/A       | N/A    |
| Ghana                      | ILGA Arhivat în 10 mai 2017, la Wayback Machine.                                | 2016 | 20%    | 60%       | 20%    |
| Grecia                     | diaNEOsis                                                                       | 2016 | 50%    | 47%       | 3%     |
| Guatemala                  | ILGA Arhivat în 4 ianuarie 2017, la Wayback Machine.                            | 2015 | 23%    | 61%       | 17%    |
| Guyana                     | LAPOP                                                                           | 2014 | 7,6%   | N/A       | N/A    |
| Haiti                      | LAPOP                                                                           | 2014 | 6,7%   | N/A       | N/A    |
| Honduras                   | LAPOP                                                                           | 2014 | 14,1%  | N/A       | N/A    |
| India                      | ILGA Arhivat în 10 mai 2017, la Wayback Machine.                                | 2016 | 35%    | 35%       | 30%    |
| Indonezia                  | ILGA Arhivat în 10 mai 2017, la Wayback Machine.                                | 2016 | 14%    | 69%       | 17%    |
| Iordania                   | ILGA Arhivat în 10 mai 2017, la Wayback Machine.                                | 2016 | 14%    | 62%       | 23%    |
| Irak                       | ILGA Arhivat în 10 mai 2017, la Wayback Machine.                                | 2016 | 22%    | 50%       | 28%    |
| Irlanda                    | Eurobarometru Arhivat în 22 ianuarie 2016, la Wayback Machine.                  | 2015 | 80%    | 15%       | 5%     |
| Islanda                    | Gallup                                                                          | 2004 | 87%    | N/A       | N/A    |
| Israel                     | Hiddush                                                                         | 2017 | 79%    | N/A       | N/A    |
| Italia                     | Demos & Pi                                                                      | 2016 | 56%    | 40%       | 4%     |
| Jamaica                    | ILGA Arhivat în 10 mai 2017, la Wayback Machine.                                | 2016 | 16%    | 54%       | 30%    |
| Japonia                    | FNN Arhivat în 8 decembrie 2015, la Wayback Machine.                            | 2015 | 53,5%  | 37,4%     | 9,1%   |
| Kenya                      | ILGA Arhivat în 4 ianuarie 2017, la Wayback Machine.                            | 2015 | 27%    | 64%       | 9%     |
| Kazahstan                  | ILGA Arhivat în 10 mai 2017, la Wayback Machine.                                | 2016 | 12%    | 66%       | 21%    |
| Letonia                    | Eurobarometru Arhivat în 22 ianuarie 2016, la Wayback Machine.                  | 2015 | 19%    | 76%       | 5%     |
| Lituania                   | Eurobarometru Arhivat în 22 ianuarie 2016, la Wayback Machine.                  | 2015 | 24%    | 71%       | 5%     |
| Luxemburg                  | Eurobarometru Arhivat în 22 ianuarie 2016, la Wayback Machine.                  | 2015 | 75%    | 20%       | 5%     |
| Malaezia                   | ILGA Arhivat în 10 mai 2017, la Wayback Machine.                                | 2016 | 30%    | 47%       | 23%    |
| Malta                      | Eurobarometru Arhivat în 22 ianuarie 2016, la Wayback Machine.                  | 2015 | 65%    | 29%       | 6%     |
| Marea Britanie             | Eurobarometru Arhivat în 22 ianuarie 2016, la Wayback Machine.                  | 2015 | 71%    | 24%       | 5%     |
| Maroc                      | ILGA Arhivat în 4 ianuarie 2017, la Wayback Machine.                            | 2015 | 31%    | 46%       | 23%    |
| Mexic                      | BGC-Excélsior                                                                   | 2016 | 65%    | 34%       | 1%     |
| Nicaragua                  | ILGA Arhivat în 10 mai 2017, la Wayback Machine.                                | 2016 | 28%    | 43%       | 29%    |
| Nigeria                    | ILGA Arhivat în 10 mai 2017, la Wayback Machine.                                | 2016 | 21%    | 62%       | 18%    |
| Norvegia                   | Ipsos[nefuncțională]                                                            | 2013 | 78%    | 17%       | 4%     |
| Noua Zeelandă              | TVNZ                                                                            | 2012 | 63%    | 31%       | 6%     |
| Olanda                     | Eurobarometru Arhivat în 22 ianuarie 2016, la Wayback Machine.                  | 2015 | 91%    | 7%        | 2%     |
| Pakistan                   | ILGA Arhivat în 4 ianuarie 2017, la Wayback Machine.                            | 2015 | 32%    | 53%       | 14%    |
| Panama                     | LAPOP                                                                           | 2014 | 25%    | N/A       | N/A    |
| Paraguay                   | LAPOP                                                                           | 2014 | 20,8%  | N/A       | N/A    |
| Peru                       | ILGA Arhivat în 10 mai 2017, la Wayback Machine.                                | 2016 | 29%    | 43%       | 27%    |
| Polonia                    | Ipsos                                                                           | 2017 | 38%    | 57%       | 5%     |
| Portugalia                 | Eurobarometru Arhivat în 22 ianuarie 2016, la Wayback Machine.                  | 2015 | 61%    | 33%       | 6%     |
| Puerto Rico                | Pew Research Center Arhivat în 20 octombrie 2016, la Wayback Machine.           | 2015 | 33%    | 55%       | 12%    |
| Republica Dominicană       | ILGA Arhivat în 4 ianuarie 2017, la Wayback Machine.                            | 2015 | 27%    | 55%       | 18%    |
| Republica Moldova          | IPP Arhivat în 20 octombrie 2016, la Wayback Machine.                           | 2014 | 5,9%   | 87,2%     | 6,9%   |
| România                    | Pew Research Center                                                             | 2017 | 26%    | 74%       | 1%     |
| Rusia                      | VTsIOM Arhivat în 6 ianuarie 2018, la Wayback Machine.                          | 2015 | 8%     | 80%       | 12%    |
| Serbia                     | Pew Research Center                                                             | 2017 | 12%    | 83%       | 4%     |
| Singapore                  | OSC Arhivat în 31 august 2017, la Wayback Machine.                              | 2013 | 21%    | 55%       | 24%    |
| Siria                      | ILGA Arhivat în 4 ianuarie 2017, la Wayback Machine.                            | 2015 | 21%    | 56%       | 24%    |
| Slovacia                   | Eurobarometru Arhivat în 22 ianuarie 2016, la Wayback Machine.                  | 2015 | 24%    | 69%       | 7%     |
| Slovenia                   | Eurobarometru Arhivat în 22 ianuarie 2016, la Wayback Machine.                  | 2015 | 54%    | 40%       | 6%     |
| Spania                     | Eurobarometru Arhivat în 22 ianuarie 2016, la Wayback Machine.                  | 2015 | 84%    | 10%       | 6%     |
| Statele Unite ale Americii | Gallup                                                                          | 2017 | 64%    | 34%       | 2%     |
| Sudan                      | ILGA Arhivat în 4 ianuarie 2017, la Wayback Machine.                            | 2015 | 29%    | 43%       | 29%    |
| Suedia                     | Eurobarometru Arhivat în 22 ianuarie 2016, la Wayback Machine.                  | 2015 | 90%    | 7%        | 3%     |
| Surinam                    | LAPOP                                                                           | 2014 | 18,1%  | N/A       | N/A    |
| Taiwan                     | Ministerul Justiției                                                            | 2015 | 71%    | N/A       | N/A    |
| Thailanda                  | NIDA Arhivat în 21 noiembrie 2017, la Wayback Machine.                          | 2015 | 59,2%  | 35,4%     | 5,4%   |
| Trinidad și Tobago         | ILGA Arhivat în 4 ianuarie 2017, la Wayback Machine.                            | 2015 | 31%    | 52%       | 17%    |
| Tunisia                    | ILGA Arhivat în 4 ianuarie 2017, la Wayback Machine.                            | 2015 | 18%    | 62%       | 21%    |
| Turcia                     | Ipsos Arhivat în 19 mai 2017, la Wayback Machine.                               | 2015 | 27%    | N/A       | N/A    |
| Ucraina                    | Pew Research Center                                                             | 2017 | 9%     | 85%       | 6%     |
| Uganda                     | ILGA Arhivat în 10 mai 2017, la Wayback Machine.                                | 2016 | 15%    | 63%       | 22%    |
| Ungaria                    | Eurobarometru Arhivat în 22 ianuarie 2016, la Wayback Machine.                  | 2015 | 39%    | 53%       | 8%     |
| Uruguay                    | LAPOP                                                                           | 2014 | 70,6%  | N/A       | N/A    |
| Venezuela                  | ILGA Arhivat în 10 mai 2017, la Wayback Machine.                                | 2016 | 32%    | 43%       | 25%    |
| Vietnam                    | ILGA Arhivat în 10 mai 2017, la Wayback Machine.                                | 2016 | 45%    | 25%       | 30%    |
| Zimbabwe                   | ILGA Arhivat în 10 mai 2017, la Wayback Machine.                                | 2016 | 19%    | 59%       | 22%    |